# Peter Eldridge
Peter Eldridge (1962) is een Amerikaanse jazzmuzikant (zang, piano) en -componist.

## Biografie
Eldridge is afkomstig uit een familie van muzikanten. Zijn vader was bassist bij Benny Goodman. Na zijn studie aan het Ithaca College in 1987, richtte hij samen met Darmon Meader, Kim Nazarian, Caprice Fox en Sara Krieger het vocale ensemble New York Voices op, dat in 1988 voor het eerst te zien was. In 1989 werd het debuutalbum uitgebracht door GRP Records. Tot 2007 volgden tal van andere albums van het ensemble eerst met GRP, later met RCA Victor, Concord Records en Palmetto Records. Eldridge begon ook een solocarrière en bracht in 2000 twee albums onder zijn eigen naam uit bij Rosebud Records. Op de ballad cd Stranger in Town werd hij vergezeld door Michael Brecker, Claudio Roditi, Lewis Nash, Romero Lubambo en Andy Ezrin. Het album Fool no More bevat twaalf originele composities van Eldridge. In 2005 volgden het album Decorum, in 2011 Mad Heaven en in 2016 Disappearing Day.
In 2008 werkte hij samen met Kurt Elling, Jon Hendricks en Mark Murphy als de Four Brothers. Hij is ook lid van het vocale ensemble MOSS met Luciana Souza, Kate McGarry, Theo Bleckmann en Lauren Kinhan, met wie hij in 2008 een album uitbracht dat werd geprezen door DownBeat. Met Matt Aronoff verschijnt hij in het duo Foolish Hearts. Hij werkte ook samen met Nancy Wilson, Joshua Redman, Bobby McFerrin, Patti Austin, Ray Brown, Astrud Gilberto, George Benson en zijn leerling Jane Monheit. In 2019 presenteerde hij het album Somewhere, waarop hij wordt begeleid door Kenny Werner en strijkers. Samen met Adam Waite schreef hij de muziek voor de documentaire No Job for a Woman. Sinds 1993 is hij universitair docent jazzzang aan de Manhattan School of Music. Sinds 2014 is hij professor aan het Berklee College of Music.
- Gemeinsame Normdatei: 140628290
- Virtual International Authority File: 107301986
- WorldCat: E39PBJhMptBDB8Dmg7WpJRKPQq